# Djuvshedskvarntjärnen
Djuvshedskvarntjärnen är en sjö i Årjängs kommun i Värmland och ingår i Göta älvs huvudavrinningsområde. Sjön är 10 meter djup, har en yta på 0,086 kvadratkilometer och är belägen 255,4 meter över havet.

## Delavrinningsområde
Djuvshedskvarntjärnen ingår i det delavrinningsområde (660450-130549) som SMHI kallar för Utloppet av Övre Gla. Medelhöjden är 212 meter över havet och ytan är 44,37 kvadratkilometer. Räknas de 12 avrinningsområdena uppströms in blir den ackumulerade arean 138,83 kvadratkilometer. Glasälven (Sörbohedsälven) som avvattnar avrinningsområdet har biflödesordning 3, vilket innebär att vattnet flödar genom totalt 3 vattendrag innan det når havet efter 279 kilometer. Avrinningsområdet består mestadels av skog (58 procent). Avrinningsområdet har 13,41 kvadratkilometer vattenytor vilket ger det en sjöprocent på 30,2 procent.